# Tachina rostrata
Tachina rostrata là một loài ruồi trong họ Tachinidae.